# Litoria hilli
Litoria hilli – opisany w 2006 roku gatunek płaza bezogonowego z podrodziny Pelodryadinae w rodzinie rzekotkowatych (Hylidae).

## Występowanie
Płaz ten jest endemitem wyspy Tagula (zwanej także Sudest) wchodzącej w skład archipelagu Luizjadów należącego do Papui-Nowej Gwinei. Badania przeprowadzone na innych wyspach rzeczonego archipelagu nie ujawniły na nich obecności gatunku.
Zwierzęta spotykano na wysokości od 127 do 410 metrów nad poziomem morza.
Jest to gatunek nadrzewny, zasiedlający pierwotne nizinne lasy deszczowe. Jego przedstawicieli spotykano w pobliżu różnego rodzaju zbiorników wodnych, w tym na bagnach porośniętych sagowcami czy na obrzeżach błotnistego, w dużej mierze wyschniętego starorzecza położonego obok wolno płynącej rzeki. Gatunek adaptuje się do umiarkowanych zmian w środowisku, ale nie radzi sobie w przypadku całkowitej jego zmiany w wyniku wylesiania.

## Rozmnażanie
Osobnik płci żeńskiej składa jaja na liściach roślin nad powierzchnią wody.

## Status
W Czerwonej księdze gatunków zagrożonych IUCN płaz ten od 2020 roku klasyfikowany jest jako gatunek najmniejszej troski (LC, ang. Least Concern); wcześniej, od 2008 roku uznawano go za gatunek niedostatecznie rozpoznany (DD, ang. Data Deficient).
Według IUCN gatunek jest prawdopodobnie umiarkowanie pospolity, a jego trend populacyjny – stabilny.